# Cosmophasis monacha
Cosmophasis monacha är en spindelart som först beskrevs av Tord Tamerlan Teodor Thorell 1881.  Cosmophasis monacha ingår i släktet Cosmophasis och familjen hoppspindlar. Inga underarter finns listade i Catalogue of Life.